# Tipula ligulalata
Tipula ligulalata är en tvåvingeart som beskrevs av Alexander 1954. Tipula ligulalata ingår i släktet Tipula och familjen storharkrankar. Inga underarter finns listade i Catalogue of Life.